# Козацька Слобода (Каховський район)
Коза́цька Слобода́ (до 2024 року — Князе-Григорівка) — село в Україні, у Великолепетиській селищній громаді Каховського району Херсонської області.
Населення становить 1583 осіб, кількість дворових господарств — 697 (станом липень 2011 р.).

## Географія
На південна-західній околиці села річка Каїрка впадає у річку Дніпро (Каховське водосховище).

## Історія

### Російська імперія
Село засноване в 1784 році на землях, виділених царським урядом племіннику князя Г. А. Потьомкіна графу А. Н. Самойлову. Розташоване на лівому березі Каховського водосховища, за 9 км від районного центру. За 3 км від села проходить автодорога Кам'янка-Дніпровська-Каховка-Херсон.
Село довгий час називали Диким полем, тому що територія не була заселеною, а тільки страждала від нападів татарської орди. Село має ще й інші назви — Панські Каїри, Північні Каїри (від слова «кайри» татарського походження, що в перекладі означає «яр», «балка», тому що місцевість в селі порізана балками й ярами).
1797 — власність генерала Рахманова.
В 1822 р. налічувалося 1080 кріпосних жителів, перевезених з Калузької, Харківської, Полтавської та Чернігівської губернії.
Село починало розростатися з Кемегерівки. В селі було 2 кузні. На Болгарській балці знаходився маєток (село було кріпосне). Орендарями тутешніх земель були Райнови та Добрєви, болгари за походженням.
На початку 1861 р. село перейшло у володіння М. Апраксіної, онучці Рахманова, яка жила в Петербурзі та Парижі.
Станом на 1886 рік в селі, центрі Князь-Григорівської волості, мешкало 1146 осіб, налічувалось 200 дворів, існували православна церква та 6 лавок.

### 20-21 століття
В 1917 році село входить до складу Української Народної Республіки.
Внаслідок поразки Перших визвольних змагань село надовго окуповане більшовицькими загарбниками.
1 січня 1921 року в селі налічувалося 500 дворів, проживало 3293 людини. Наприкінці 20-30 років почали створювати колгоспи. В селі було 5 колгоспів: ім. Фрунзе, ім. Котовського, ім. Паризької комуни, ім. Леніна та колгосп «Прапор». 1923 року відкрито школу лікнепу, щоб ліквідувати неписьменність серед дорослих. З'явилася електрика, працювала бібліотека.
В 1932—1933 селяни пережили радянський геноцид українців.
16 вересня 1941 р. с. Князе-Григорівку захопили німецькі війська.
На примусові роботи до Німеччини гітлерівці погнали 119 чоловік.
5 лютого 1944 року Князе-Григорівку захопила Червона Армія.
З 24 серпня 1991 року село входить до складу незалежної України.
24 лютого 2022 року село тимчасово окуповане російськими військами під час російсько-української війни.
19 вересня 2024 року Верховна Рада підтримала перейменування села Князе-Григорівка на Козацька Слобода. 26 вересня 2024 року перейменування набуло чинності.

## Населення
Згідно з переписом УРСР 1989 року чисельність наявного населення села становила 2043 особи, з яких 954 чоловіки та 1089 жінок.
За переписом населення України 2001 року в селі мешкали 1944 особи.
Мати-героїня:
1.Протасєвич Надія

### Мова
Розподіл населення за рідною мовою за даними перепису 2001 року:
| Мова       | Відсоток |
| ---------- | -------- |
| українська | 95,27 %  |
| російська  | 3,29 %   |
| вірменська | 1,34 %   |
| білоруська | 0,10 %   |